# Jõepera (Võru)
Jõepera – wieś w Estonii, w prowincji Võru, w gminie Antsla.